# Menhir du Guilliguy
Le menhir du Guilliguy est un menhir situé sur la commune de Ploudalmézeau, dans le département du Finistère en France.

## Historique
Il est classé au titre des monuments historiques par arrêté du 4 mars 1921.

## Description
Le menhir est un bloc de granite migmatique. Il a été redressé après la fouille réalisée en 1992. Il mesure 2,25 m de hauteur pour une largeur à la base de 1,40 m et une épaisseur de 0,70 m. La fouille a livré quelques silex et tessons de poterie datés du Néolithique. 
Il est situé à environ 120 m au sud-est du dolmen du Guilliguy. Un second menhir, également en granite migmatique, actuellement renversé, est visible à une cinquantaine de mètres au sud-est. Il mesure 1,30 m de long sur 0,50 m de large et autant d'épaisseur.

## Annexe